# Paulo Júnior
Paulo Morais de Araújo Júnior, noto semplicemente come Paulo Júnior o Paulo Araújo Júnior (Teresina, 23 gennaio 1989), è un ex calciatore brasiliano, di ruolo attaccante.

## Palmarès

### Individuale
- USSF D-2 Pro League Miglior XI: 1

2010